# Anunnaki

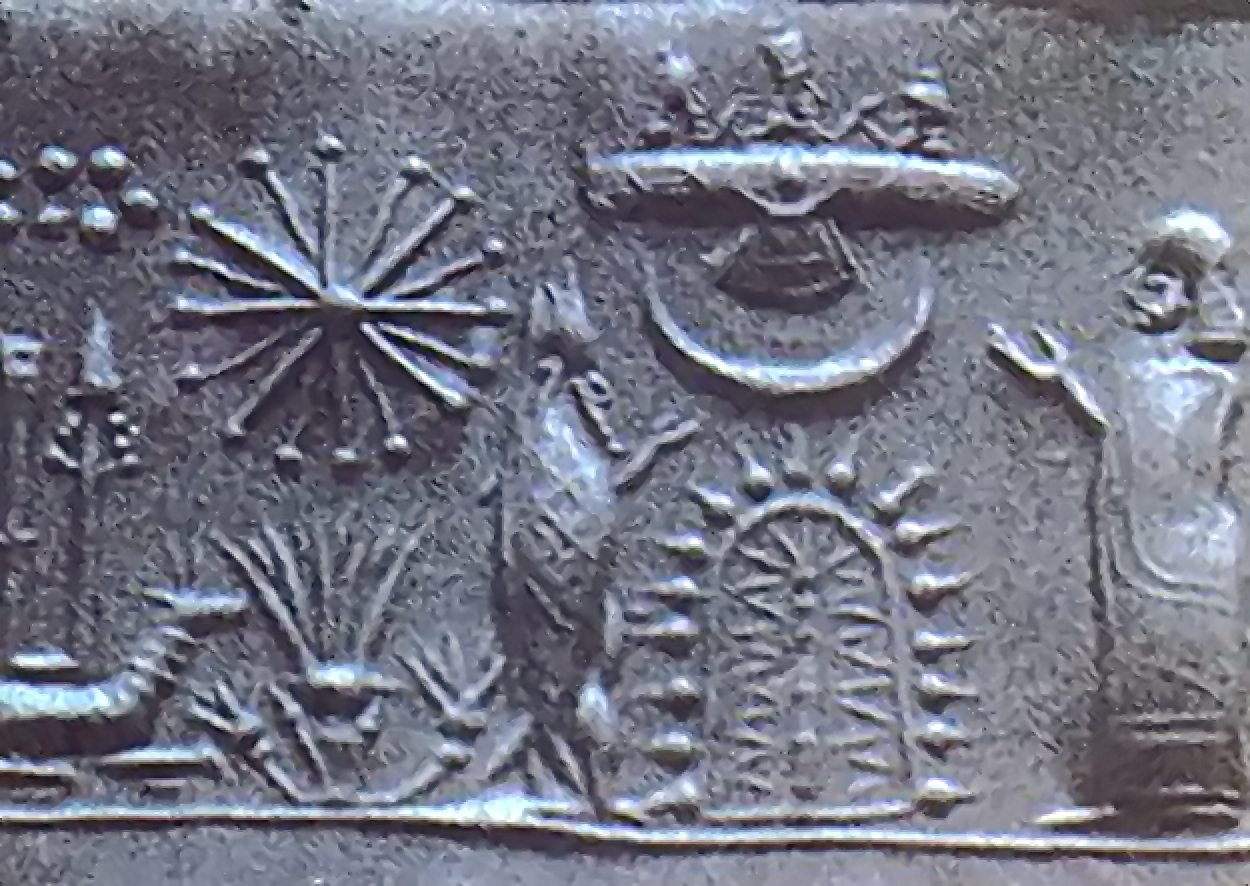
Segell en què apareixen Anunnaki

Els Anunnaki o Anunna són els fills d'An, que a la mitologia sumèria són la segona categoria de déus, després dels grans déus i s'assimilen als annunes i als igigis. També és un nom genèric que designa la totalitat dels déus. Els Anunnaki vivien al Dulkug o Du-Ku que era la "muntanya sagrada". Van ser assimilats als jutges del món inferior o dels morts.
Per a alguns grups d'ufòlegs, aquest és el nom d'uns extraterrestres que haurien vingut a la Terra a l'antiguitat, i s'hi haurien basat els mites. Aquestes catalogacions es consideren pseudociències per la comunitat científica.

## Orígens
El nom s'escriu de vegades "Dona-nuna", "Dona-nuna-ke-ne", o "Dona-mai na", i vol dir més o menys "els de la sang real". A l'epopeia babilònica de la creació, el Enuma Elix, es descriuen com la cinquena generació de déus, i ajuden a Marduk a construir la ciutat de Babilònia. Originàriament pertanyien al panteó de la ciutat de Nippur. També es mencionen a les ciutats de Lagaix i Èridu. A Èridu els Anunnaki eren cinquanta.

## Mencions als diferents mites mesopotàmics
- Al poema anomenat Atrahasis es diu que els déus, abans de la creació de la humanitat, havien de treballar per poder viure. Llavors els anunnakis van aconseguir que els igigis, una categoria de déus inferiors, treballessin per a ells fins que, cansats, es rebel·laren, i llavors van decidir exterminar-los. Enki va crear la humanitat perquè fessin les tasques que els igigis havien abandonat, i amb el "culte" i els sacrificis donarien aliments i or als déus.
- Al poema Enûma Eliš, Marduk va crear la humanitat i va repartir els anunnaki entre el cel i la terra, i els va assignar diverses tasques. Agraïts, els anunnaki van anar a Babilònia i van fundar un temple en el seu honor, anomenat Esagila.
- Al Poema de Guilgameix, els anunnaki vivien en un lloc secret, anomenat el Bosc dels Cedres.
- A la versió sumèria del Viatge d'Inanna als inferns, els anunnaki són els jutges de l'inframon i condemnen a mort a la deessa Inanna quan s'enfronta a la seva germana Ereixkigal.[2]

## Anunnaki a la cultura popular[calcitació]
El 2004 la idea ufològica sobre l'antic astronauta, va ser utilitzada a set edicions del còmic Silver Surfer de Marvel Comics, on aquests éssers eren descrits inicialment com "estrangers" que donaven la consciència i el coneixement a la humanitat. Posteriorment, a l'últim tiratge de la història, queda implícit que els Anunnaki eren els déus de les històries sumèries.
Algunes sèries de ciència-ficció han basat els seus arguments a les teories de Sitchin. Per exemple, a la sèrie televisiva Stargate hi han els déus antics d'Egipte, Sumèria, i uns altres països. També una raça d'extraterrestres de nom Goa'uld que van esclavitzar a la humanitat. A Babylon 5 es diu que als temps antics els Vorlon van ser considerats com déus i àngels per algunes races, inclosa la humana. A la telesèrie Smallville s'esmenta com els kriptonians van visitar la Terra en el passat i van ser confosos per déus.
A més, els Anunnaki han estat inspiració per a treballs musicals:
- El grup alemany de Heavy metall, Running Wild va escriure el 1995 la cançó Genesis (The making and fall of a man) per al seu disc Black Han Inn. La cançó, de més de 14 minuts de durada, relata la manera com els Anunnaki van crear la humanitat. El disc barreja moltes llegendes sobre la creació i destrucció de la raça humana.
- Els Annunaki tenen un paper central en el joc de rol Fading suns, llançat per Holistic, on els éssers humans poden viatjar per l'univers gràcies als portals de salts hiperespacials d'una raça extraterrestre antiga, els Annunaki.
- El 2010, el conjunt porto-riqueny Calle 13 va fer el disc Entren Los Que Quieran, on hi ha un interludi instrumental de nom "En Anunnakilandia".
- El mateix any 2010, Naakhum, de metal extrem i músiques del món, va fer el demo "Anunnaki", amb una cançó del mateix títol, que també apareixeria més tard al seu primer disc de llarga durada.
- El 2011 Dia Sexto parla dels Annunaki a la cançó "Origen" de l'àlbum KI.EN.GI

## Teories de Sitchin
Diu la teoria sobre Sumèria de l'historiador Sitchin, fa milers d'anys (entre 11.000 i 450.000) la raça Anunnaki va arribar a la Terra cercant minerals necessaris per reparar la seva feble atmosfera. Cansats de treballar extraient or, van decidir manipular genèticament l'humà i convertir-lo en el seu treballador. A canvi, els Anunnaki van ensenyar l'home a conrear la terra, i a fer cases i monuments per a ser adorats com a déus. Diuen les tauletes, que els Anunnaki van modificar genèticament l'home simi i el van convertir en humà.
Els arqueòlegs van qualificar d'especulativa i fantasiosa la teoria de Sitchin, i la van rebutjar. Però amb el pas del temps s'hi han unit figures com el genetista Laurence Gardner, el geòleg Philip Schneider, o el polític britànic David Icke. Els seus seguidors li donen molta importància, malgrat que no és perfecte.

## Panteó[2]
Els principals Anunna són:

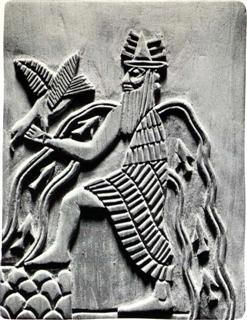
Imatge de Enki, creador de la humanitat.

- An, era el deu del cel, deu principal del panteó de Sumèria.
- Ereshkigal, la reina del inframon.
- Nergal, segon governant de l'inframon.
- Enki, creador de la humanitat.
- Ninlil, esposa d'Enlil i filla de Nunbarshegunu.
- Ningal, la Gran Senyora.
- Nanshe, deessa de vídues i orfes.
- Nidaba, deessa de l'escriptura i protectora de palaus i arxius, ajuda a Nanshe.
- Enkimdu, déu de canals i rases.
- Ninurta, déu de la guerra; fill d'Enlil.
- Ninisinna, deïtat tutelar d'Isin.
- Ninkasi, deessa de l'alcohol, que satisfà els desitjos, fill de Ninhursag.
- Ashnan, deessa del gra.
- Lahar, deessa dels ramats.
- Emesh, déu de l'agricultura.
- Enten, déu pagès germà d'Emesh.
- Uttu, deessa dels vestits.
- Enbilulu, déu dels rius.
- Ishkur, déu dels vents.
- Kabta, déu de les construccions de tova.
- Mushdamma, déu de les cases.
- Sumugan, déu de la vida animal i vegetal de Sumèria.